# Franco Marini (Politiker)

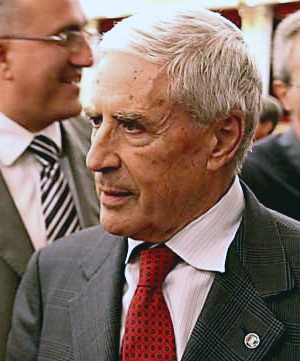
Franco Marini (2008)

Franco Marini (* 9. April 1933 in San Pio delle Camere, Provinz L’Aquila; † 9. Februar 2021 in Rom) war ein italienischer Politiker (DC, PPI, DL, PD) und Gewerkschafter. Er war von 1985 bis 1991 Generalsekretär des christlichen Gewerkschaftsbundes CISL, danach bis 1992 Arbeits- und Sozialminister.
Marini gehörte von 1992 bis 2006 der italienischen Abgeordnetenkammer an, war von 1997 bis 1999 Vorsitzender der christdemokratischen PPI und von 1999 bis 2004 Mitglied des Europäischen Parlaments. Er war von 2006 bis 2013 Senator und amtierte von April 2006 bis April 2008 als Präsident des italienischen Senats.

## Leben
Marini wuchs als ältester Sohn einer kinderreichen Familie in bescheidenen Lebensverhältnissen auf, studierte nach dem Abitur Jura und leistete seinen Wehrdienst bei den Alpini ab. 1950 trat er in die Democrazia Cristiana ein. Zugleich wurde er für die Katholische Aktion und die christliche Arbeiterbewegung ACLI (Associazioni Cristiane dei Lavoratori Italiani) aktiv und begann während seiner Studienzeit eine Karriere im christlichen Gewerkschaftsbund CISL (Confederazione Italiana Sindacati Lavoratori). Sein politischer Mentor und Ziehvater Giulio Pastore verschaffte ihm 1963 eine Anstellung in der Bildungsabteilung des Ministeriums für süditalienische Angelegenheiten.
1965 wurde er in den Vorstand der Gewerkschaft der öffentlichen Angestellten gewählt. In den 1970er-Jahren stieg er zum stellvertretenden Vorsitzenden der CISL auf, deren Vorsitz er 1985 übernahm. Nach dem Tod von Carlo Donat Cattin erbte er 1991 dessen Führungsfunktion in den Forze nuove, einer linken, sozialpolitisch ausgerichteten Strömung innerhalb der Democrazia Cristiana. Im April desselben Jahres gab er den Gewerkschaftsvorsitz ab und wechselte als Arbeitsminister in das siebte Kabinett Andreottis.

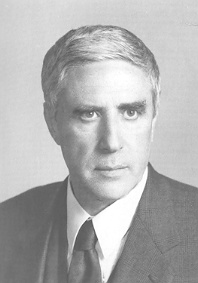
Marini im Jahr 1992

Im April 1992 wurde er mit dem besten Wahlergebnis für seine Partei in die Abgeordnetenkammer gewählt und wechselte 1994 – nach Auflösung der Democrazia Cristiana – zur Partito Popolare Italiano. Ab 1996 vertrat er als direkt gewählter Abgeordneter den Wahlkreis Montesilvano in der Region Abruzzen. Von 1997 bis 1999 war Marini Vorsitzender (segretario) der PPI, die in jener Zeit Teil des Mitte-links-Bündnisses L’Ulivo war und den Regierungen von Romano Prodi sowie Massimo D’Alema angehörte. Als PPI-Vorsitzender sprach sich Marini im Gegensatz zu Prodi gegen eine Parteienfusion innerhalb des L’Ulivo-Bündnisses aus.
Bei der Europawahl 1999 verlor die PPI mehr als die Hälfte ihrer Wähler und stürzte auf 4,2 Prozent der Stimmen ab, Marini trat infolgedessen als Vorsitzender zurück. Er selbst wurde jedoch als einer von nur noch vier Abgeordneten seiner Partei (zuvor waren es acht)  in das Europäische Parlament gewählt, wo er bis 2004 den Wahlkreis Mittelitalien vertrat. Er saß in der christdemokratischen EVP-ED-Fraktion und war Mitglied im Ausschuss für auswärtige Angelegenheiten, Menschenrechte, Gemeinsame Sicherheit und Verteidigungspolitik. 2002 beteiligte sich Marini an der Bildung der Sammlungspartei La Margherita – Democrazia è Libertà, die christdemokratische und sozialliberale Kräfte innerhalb des L’Ulivo-Bündnisses vereinte, und wurde deren organisatorischer Leiter. Als mehr zur Mitte orientierter („zentristischer“) Politiker stand er dem Zusammenschluss der Margherita mit den Linksdemokraten zum Partito Democratico 2007 zunächst skeptisch gegenüber, stellte sich ihm aber nicht in den Weg.
Bei den Parlamentswahlen im April 2006 wurde er für das Mitte-links-Bündnis L’Unione in der Region Abruzzen in den Senat gewählt und kandidierte dort gegen den von der Rechten aufgestellten Giulio Andreotti um das Amt des Senatspräsidenten. Erst im dritten Wahlgang konnte er sich am 29. April 2006 mit 165 gegen 156 Stimmen durchsetzen und bekleidete seitdem genau zwei Jahre lang das zweithöchste Staatsamt Italiens. Nach dem vorläufigen Rücktritt Romano Prodis am 21. Februar 2007 wurde sein Name für das Amt des Ministerpräsidenten in einer Übergangsregierung mehrfach ins Spiel gebracht, kam wenige Tage später durch die neuerliche Bestätigung der Regierung Prodi aber wieder vom Tisch. Einen entsprechenden Vorschlag des ehemaligen Ministerpräsidenten und Senators Lamberto Dini im November 2007 wies Marini selber zurück.
Am 30. Januar 2008 wurde Marini nach dem erneuten Rücktritt Prodis von Staatspräsident Giorgio Napolitano mit der Bildung einer Übergangsregierung beauftragt, die als Hauptziel eine parteiübergreifende Aushandlung institutioneller und wahlrechtlicher Reformen verfolgen sollte. Wegen der Uneinigkeit der beiden politischen Lager und dem Beharren der Oppositionsparteien auf sofortigen Neuwahlen blieben Marinis Bemühungen jedoch ohne Erfolg. Am 4. Februar 2008 gab er sein Mandat zur Regierungsbildung wieder zurück.
Nach der vorgezogenen Neuwahl im April 2008 gehörte Marini in der Legislaturperiode bis 2013 dem Senatsausschuss für auswärtige Angelegenheiten und der italienischen Delegation in der Parlamentarischen Versammlung der NATO an. Am 17. April 2013 wurde er von der PD, der PDL und der Scelta Civica (SC) als Kandidat für das Amt des Staatspräsidenten der Italienischen Republik nominiert. Obwohl diese drei Parteien zusammen über die erforderliche Zwei-Drittel-Mehrheit verfügten, erhielt Marini im ersten Wahlgang nur 521 der 1007 Stimmen im Wahlkollegium. Er zog seine Kandidatur daraufhin zurück. Schließlich wurde im sechsten Wahlgang der 87-jährige bisherige Präsident Giorgio Napolitano wiedergewählt.
Franco Marini verstarb am 9. Februar 2021 an den Folgen einer SARS-CoV-2-Infektion.